# Рост бактерий

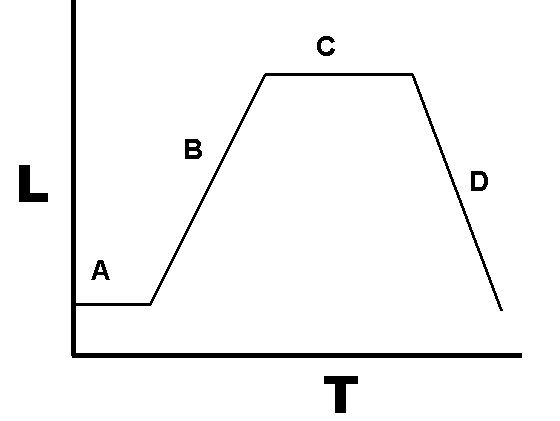
Динамика роста показана как L = логарифм, где число бактерий на миллилитр среды зависит от времени T

Кривая роста бактериальной популяции, фазы роста выделены разными оттенками

Динамику роста бактериальной популяции можно подразделить на четыре фазы. 
Когда популяция бактерий попадает в среду, богатую питательными веществами, клетки начинают адаптироваться к новым условиям. Первая фаза роста называется лаг-фазой, это период медленного роста, когда клетки адаптируются к среде, богатой питательными веществами, и готовятся к быстрому росту. Во время лаг-фазы происходит интенсивный синтез белков. 
За лаг-фазой следует логарифмическая фаза, или экспоненциальная фаза, во время которой происходит быстрый экспоненциальный рост. Скорость, с которой клетки растут во время этой фазы, называют скоростью роста, а время, которое необходимо для удвоения клеточной популяции, называется временем генерации. В ходе лог--фазы питательные вещества потребляются с максимальной скоростью, до тех пор пока одно из необходимых соединений не кончится и не начнёт подавлять рост. 
Третья фаза роста называется стационарной, она начинается при нехватке питательных веществ для быстрого роста. Скорость метаболизма падает, и клетки начинают расщеплять белки, не являющиеся строго необходимыми. Во время стационарной фазы экспрессируются гены, белковые продукты которых участвуют в репарации ДНК, метаболизме антиоксидантов и транспорте питательных веществ. 
Финальная фаза роста — фаза замедления роста, при которой запас питательных веществ исчерпывается, ускоряется гибель клеток и прекращается их размножение.